# قلعة كيدويلي
قلعة كيدويلي ((بالويلزية: Castell Cydweli)) هي قلعة نورماندية تطل على نهر Gwendraeth وبلدة Kidwelly Carmarthenshire، ويلز. يعود أصل هذا اللقب إلى وقت تهجئته Cygweli والتي تعني «بجعة».

## التاريخ المبكر
يعود تاريخ القلعة إلى قرار صدر في السنوات الأولى من القرن الثاني عشر بتكليف روجر، أسقف سالزبوري، بصفته رب كيدويلي. تم بناء القلعة والمدينة المجاورة بعد فترة وجيزة. 

## التاريخ والوصف

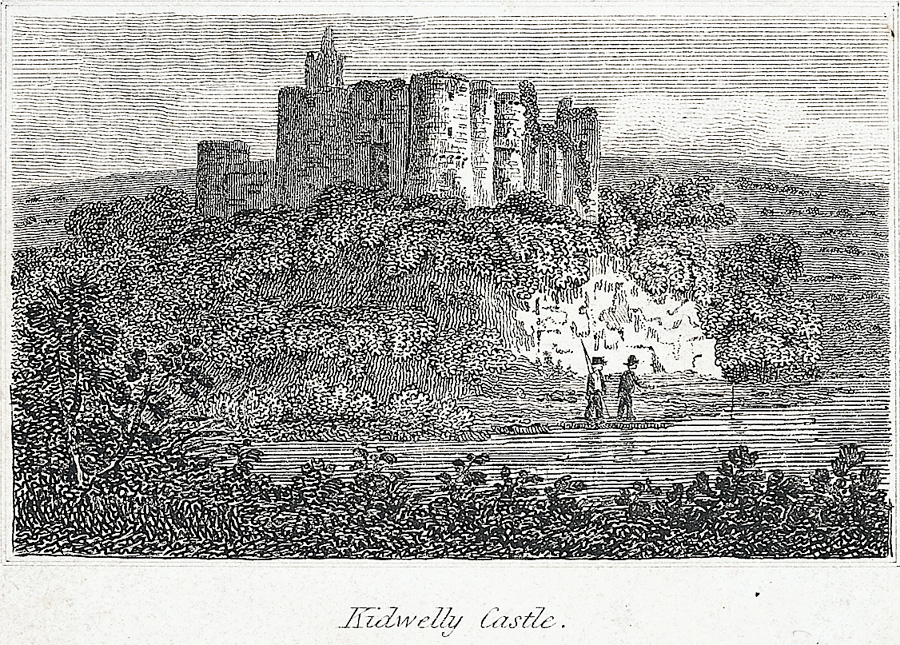
قلعة كيدويلي ، ج. 1810.

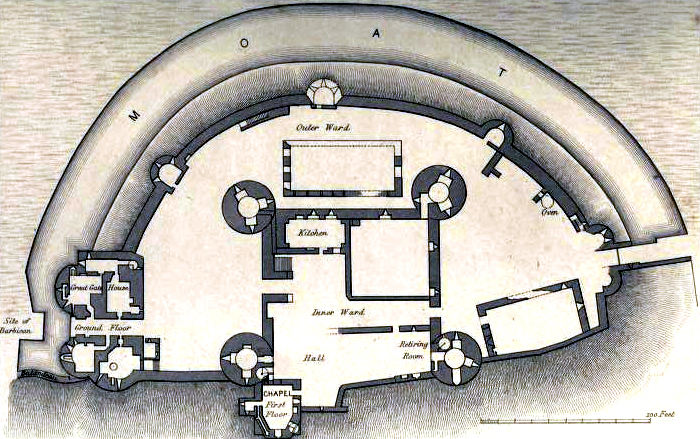
خطة قلعة Kidwelly

يعود تاريخ بقايا القلعة الحالية إلى أوائل القرن الثاني عشر. تم إنشاء القلعة كدفاع ضد الويلزيين، وسقطت في يد الويلزيين عدة مرات في القرن الثاني عشر. تم الاستيلاء عليها وتدميرها بواسطة Llywelyn the Great في عام 1231. في وقت لاحق من تاريخها، حاصرتها قوات أوين غليندور دون جدوى في أغسطس 1403 بمساعدة جنود من فرنسا وبريتاني الذين استولوا على بلدة كيدويلي. أعاد الجيش النورماندي القلعة في سبتمبر 1403.
يتكون مخطط القلعة من ساحة داخلية مربعة تدافع عنها أربعة أبراج دائرية، تطل على جدار ستارة خارجي نصف دائري على الجانب المتجه نحو الأرض، مع بوابة ضخمة بجوار النهر. يمنع النهر هذا من أن يكون مخططًا متحد المركز حقًا، لكن برجًا بارزًا يحمي جدران النهر، والخطة النهائية قوية جدًا. القلعة محفوظة بشكل جيد نسبيًا، ويديرها Cadw .
يُعتقد أن الريف المحيط يطارده شبح جوينليان فيرش جروفيد الذي لا رأس له، زوجة الأمير الويلزي غروفيد أب ريس، الذي قُطع رأسه عام 1136.

## في فيلم
تم استخدام Kidwelly كموقع لفيلم Monty Python and the Holy Grail عام 1975، حيث ظهر في المشهد الأول بعد العناوين.

## أنظر أيضا

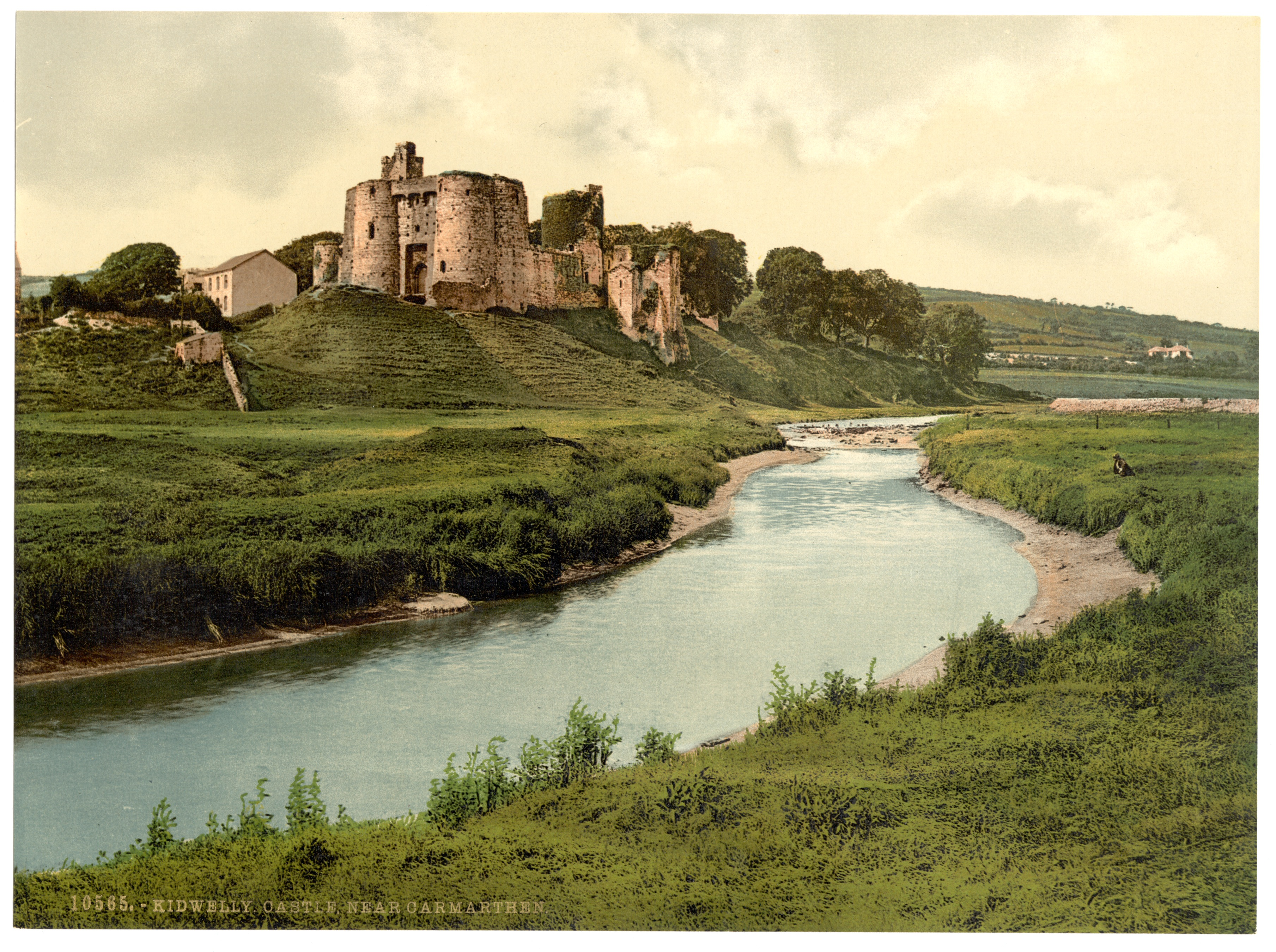
القلعة في تسعينيات القرن التاسع عشر مع أنقاضها متضخمة جزئيًا

- قائمة خصائص Cadw
- قائمة القلاع في ويلز
- قلاع في بريطانيا العظمى وايرلندا